# Turdus chiguanco
Turdus chiguanco е вид птица от семейство Turdidae.

## Разпространение
Видът е разпространен в Аржентина, Боливия, Еквадор, Перу и Чили.